# Brennabor 2 Liter
Der Brennabor 2 Liter Typ E ist ein Pkw der oberen Mittelklasse, den die Brennabor-Werke 1933 als Nachfolger des Juwel 6 herausbrachten.
Das Fahrzeug hatte einen 6-Zylinder-SV-Reihenmotor mit 2 Litern Hubraum vorne eingebaut. Der Motor erzeugte eine Leistung von 38 PS bei einer Drehzahl von 3200/min. Über eine Einscheibentrockenkupplung und ein 4-Gang-Getriebe (auf Wunsch mit Freilauf) mit Schalthebel in der Wagenmitte trieb er die Hinterräder an. Die Wagen mit U-Profil-Pressstahl-Rahmen hatten Starrachsen mit halbelliptischen Längsblattfedern (an der Hinterachse in Underslung-Version) und waren ausschließlich als 4-türige Limousine verfügbar. Die mechanische Fußbremse wirkte auf alle vier Räder, die Handbremse auf die Hinterräder.
Parallel dazu wurde der Brennabor 2,5 Liter Typ F angeboten. Er hatte die 2,5-Liter-Maschine des Juwel 6 mit 45 PS Leistung eingebaut.
Insgesamt entstanden im einzigen Produktionsjahr ca. 200 Fahrzeuge beider Typen.

## Technische Daten
| Typ                   | E 2 Liter                  | F 2,5 Liter                |
| Bauzeitraum           | 1933                       | 1933                       |
| Aufbauten             | L4                         | L4                         |
| Motor                 | 6 Zyl. Reihe 4 Takt        | 6 Zyl. Reihe 4 Takt        |
| Ventile               | stehend (SV)               | stehend (SV)               |
| Bohrung × Hub         | 66 mm × 96 mm              | 74 mm × 96 mm              |
| Hubraum               | 1957 cm³                   | 2460 cm³                   |
| Leistung (PS)         | 38                         | 45                         |
| Leistung (kW)         | 28                         | 33                         |
| bei Drehzahl (1/min)  | 3200                       | 3200                       |
| Drehmoment (Nm)       |                            |                            |
| bei Drehzahl (1/min)  |                            |                            |
| Verdichtung           | 5,8 : 1                    | 5,8 : 1                    |
| Verbrauch             | 12 l / 100 km              | 13 l / 100 km              |
| Getriebe              | 4 Gang mit Mittelschaltung | 4 Gang mit Mittelschaltung |
| Höchstgeschwindigkeit | 85 km/h                    | 85 km/h                    |
| Leergewicht           | 1380 kg                    | 1380 kg                    |
| Zul. Gesamtgewicht    | 1880 kg                    | 1880 kg                    |
| Elektrik              | 6 Volt                     | 6 Volt                     |
| Länge                 | 4450 mm                    | 4450 mm                    |
| Breite                | 1730 mm                    | 1730 mm                    |
| Höhe                  | 1700 mm                    | 1700 mm                    |
| Radstand              | 3050 mm                    | 3050 mm                    |
| Spur vorne / hinten   | 1420 mm / 1420 mm          | 1420 mm / 1420 mm          |
| Wendekreis            |                            |                            |
| Reifen                | 5,25-17" Aero              | 5,25-17" Aero              |

- L4 = 4-türige Limousine